# Mike Krüger
Mike Krüger geboren als Michael Friedrich Wilhelm 'Mike' Krüger (Ulm, 14 december 1951) is een Duitse zanger, komiek, acteur en cabaretièr.

## Jeugd en opleiding
Mike Krüger is de zoon van de algemeen manager Friedrich W. Krüger. Zijn moeder overleed toen hij 3 jaar was, in een hotelkamer in Parijs. Hij bezocht de middelbare school in Hamburg-Sasel. Als 10-jarige ging hij op een internaat in Büsum en bezocht daar gelijktijdig het Nordsee-Gymnasium. Na afsluiting van zijn schooltijd voltooide hij een opleiding tot betonbouwer en was ondertussen ook betrokken bij de bouw van de Hamburgse Elbetunnel. Vanaf 1973 werd hij opgeroepen voor de militaire dienstplicht als radiotelegrafist bij de marine bij het vlootcommando in Glücksburg-Meierwik, bij de marine-telegrafieschool in Flensburg-Mürwik en bij het marine-vliegerkorps in Kropp-Jagel. Daar werd zijn komiekentalent ontdekt. Daarna begon hij aan de vakhogeschool in Hamburg met een architectenopleiding en woonde hij in Norderstedt. Tijdens zijn studietijd acteerde hij reeds op podiums, waaronder in een folkloreclub in Hamburg, waar hij per avond ruim DM 80,- verdiende.

## Carrière

### Als zanger
Zijn eerste platensucces was het nummer Mein Gott Walter, waarna hij zijn studie beëindigde en rondtoerde met een podiumprogramma. Andere succesnummers waren Der Nippel (1980, 1e plaats in de hitlijst), Bodo mit dem Bagger (1983) en Welthits aus Quickborn (1998). Aanvang 2010 was Mike Krüger op tournee met zijn live-programma Is' das Kunst, oder kann das weg?. Evenzo in 2010 vierde hij zijn 35-jarig podiumjubileum en in hetzelfde jaar trad hij op bij het Arosa Humor Festival.

### Als presentator
Landelijke bekendheid kreeg hij door het voorstellen van zijn nummer Mein Gott, Walter (1975) in de door Rudi Carrell gepresenteerde amusementsshow Am Laufenden Band. Bij de televisie maakte ook hij carrière als presentator met zijn show Vier gegen Willy (1986), die drie jaar lang werd uitgezonden bij de Das Erste. Van 1991 tot 1993 presenteerde hij op Sat.1 de naar hem genoemde Die Mike Krüger Show. In 1995 presenteerde hij bij het ZDF enkele afleveringen van de show Verlieren Sie Millionen, maar die werd vrij spoedig stopgezet. Daarna kwamen 150 afleveringen van de uitzending Punkt, Punkt, Punkt (Sat.1) en de show Krüger sieht alles (RTL). Van 1996 tot 2005 behoorde hij tot de vaste bezetting van de door Rudi Carrell gepresenteerde show 7 Tage, 7 Köpfe. Van 2005 tot 2006 presenteerde hij het programma Frei Scnauze. Sinds eind 2006 zit hij als opvolger van Wolfgang Völz in het panel van het programma Sag die Wahrheit.(SWR).
In juli 2006 werd zijn nieuwe programma Klüger mit Krüger (NDR) uitgezonden. In februari 2007 liep op kabel eins het programma Der Comedy-Flüsterer, waarin hij een prominente gast door middel van een oortje op afstand dirigeerde, maar het programma flopte. In augustus 2007 startte op ProSieben zijn nieuwe programma Krügers Woche.
In 2010 presenteerde hij het programma So lacht der Norden, waarin hij een mix uit live-komedies introduceerde met gasten en publicaties uit het NDR-archief. Bovendien verleende hij zijn medewerking aan het programma Schlag den Star. Krüger maakte ook reclame voor een koffiemerk, een bouwmarktketen en een spoorwegbedrijf, met muziek van zijn muziekpartner Slizzy Bob.

### Als acteur
In 1991 speelde hij mee in enkele afleveringen van de RTL-serie Ein Schloss am Worthersee als Bob Sager. Van 2006 tot 2007 en in 2010 had hij meerdere gastoptredens als politieagent in de komedieshow Schillerstraße (Sat.1). In 2008 speelde hij mee in Funny Movie – Die Große Prosieben Filmverarsche, waarin hij Michael Meier speelde in de aflevering H3 – Halloween Horror Hostel. Vervolgens speelde hij de hoofdkelner Mike in de ARD-schlagerfilm Das Musikhotel am Wolfgangsee. In 2011 speelde hij in de aflevering Chaos am Hochzeitstag uit de Sat.1-comedy-serie Spezialeinsatz een Russische maffioso. In hetzelfde jaar had hij een gastoptreden in de Heute-show (ZDF).
Vanaf 1982 draaide hij samen met Thomas Gottschalk de commercieel populaire amusements-filmreeks Die Supernasen. Hij speelde ook als hoofdrolspeler mee in meerdere Duitse komedies, waaronder in Geld oder Leber (1986) als misdadiger, in Seitenstechen (1984) als zwangere man en in Die Senkrechtstarter (1988) als pechvogel. Een optreden van 5 seconden had hij aan het einde van de film Mama Mia – Nur keine Panik met Thomas Gottschalk. In de films Seitenstechen en later Die Senkrechtstarter voegde Mike Krügers muziekproducent en partner Slizzy Bob, die bekend werd door zijn jaren 1980-hit Do you want to be my girl, de titelsongs Fantasy (1985) en Everything you want (1989) toe. Beiden werkten sinds 1985 samen aan bijna alle muzikale Krüger-projecten.

## Onderscheidingen
- 1984: Bambi (samen met Thomas Gottschalk als grappenmaker van het jaar)
- 2008: Till-Eulenspiegel-Satire-Preis van de stad Bremen
- 2009: Ereprijs van de Deutschen Comedypreises
- 2010: Samen met Hagebaumarkt won hij de bronzen Effie-Award

Mike Krüger werd tot nu toe met drie Bambi's, twee Goldene Löwen, een tv-prijs en twee comedyprijzen onderscheiden.

## Discografie

### Singles
- ####: Der letzte Tropfen
- 1975: Hein von der Werft
- 1975: Ich bin Bundeswehrsoldat
- 1975: Junge Namens Susi
- 1975: Mein Gott, Walther
- 1975: Oliv ist so praktisch
- 1975: Sie trägt 'nen Faltenrock
- 1976: Also denn
- 1976: Bundeswehr Räg
- 1977: Auf der Autobahn
- 1977: Bin ich dein Friseur oder was?
- 1977: Ein bisschen Urlaub
- 1977: Manu, bring' noch ’n Bier
- 1977: Wenn die nach vorn fällt
- 1978: Ein Fußknall
- 1978: Nachts steig' ich beim Nachbarn ein
- 1978: Seit ich hier wohne (Mama Leone)
- 1979: Der Nippel
- 1979: Die Lende von Marion (Rivers of Babylon))
- 1979: Wir trinken wenig
- 1979: Zum Frühsport, ihr Säcke, wir geh'n
- 1980: Der Nippel
- 1980: Meine Tochter lernt jetzt sprechen
- 1981: Der Gnubbel
- 1981: Ruf doch mal an
- 1982: JR's Bruder
- 1982: Leute geht zur Bundeswehr
- 1983: Bodo mit dem Bagger
- 1983: Freiheit für Grönland
- 1984: 120 Schweine nach Beirut
- 1984: Hallo Papi
- 1984: Jenseits vom Tresen
- 1985: Fliegt ein Jumbo nach Hawaii
- 1985: Ulrike
- 1986: Spiegelei auf Brot
- 1987: Das was ich will isst du
- 1988: Alle sprechen davon
- 1988: Ich muß Euch was erzählen
- 1989: Bimbam Bimbam
- 1989: Erich der Jäger
- 1989: Lustig ist das Zigeunerschnitzel
- 1989: Nockermann
- 1989: UA UA UA
- 1989: Unterhemd
- 1990: Es wächst wieder zusammen
- 1990: Taschentuch
- 1990: Verdammt ich schieb dich
- 1991: Wer Banknoten nachmacht
- 1994: Da schwimmt ein Tier in meinem Bier
- 1994: Das Trampolin
- 1994: Ich hab dir die Sterne vom Himmel geholt
- 1995: Manchmal glaub ich, Du liebst mich nicht mehr
- 1995: Marie France
- 1998: 7 neue Autos nach Stettin
- 1998: Bitte sie verzeihen, bitte sie verstehen
- 1998: Knallrosa Kondom
- 1998: Ne Macke hast Du
- 1998: Nur ma' so eben
- 1998: Rudi mit dem gelben Nummernschild
- 1998: Tanzen auf der Sau
- 1998: Wo die Friteusen glüh'n
- 2008: Draussenraucher
- 2008: Du darfst fahr'n
- 2008: Ein Korn, der deinen Namen trägt
- 2008: Gefreiter der Reserve
- 2008: Gerda, Gerd und ich
- 2008: Im Wagen vor mir sitzt der Arsch Alonso
- 2008: Immer Sonntags
- 2008: Immerzu zurück
- 2008: Kalorien sind kleine Tiere
- 2008: Orgasmuszwang
- 2008: Schatzi
- 2008: Schiri, ich weiß nich', wo mein Auto steht
- 2008: Tür an Tür mit Schröder
- 2009: Die weißen Tauben sind Möwen
- 2009: Ich steh' immer in der falschen Schlange
- 2009: Wo sind meine Autoschlüssel

### Albums
- 1975: Mein Gott, Walther
- 1976: Also denn! – Live im Danny's Pan Hamburg
- 1977: Auf der Autobahn nachts um halb eins
- 1978: Stau mal wieder
- 1978: Mein Gott… Mike (split-lp met Teufelsküche)
- 1979: 79er Motzbeutel
- 1980: Der Nippel
- 1981: Der Gnubbel
- 1982: Morgens 1 x, mittags 2 x – nachts sooft es geht
- 1983: Freiheit für Grönland
- 1984: 120 Schweine nach Beirut
- 1986: Spiegelei
- 1987: Unvergängliches Muster
- 1988: Alle sprechen davon
- 1989: Ua Ua Ua
- 1991: Sweet Little 16th
- 1992: Das Taschentuch
- 1994: Das Trampolin
- 1995: Krüger's Echte
- 1997: Rudi – mit dem gelben Nummernschild
- 1998: Mein Gott, Krüger
- 1998: Welthits aus Quickborn
- 1998: Best Of
- 1999: Jetzt schlägt's 3
- 1999: Country Mike und die Quickborn Cowboys
- 2000: Welthits aus Quickborn 2
- 2001: Das Beste wo gibt
- 2001: Quickborn Country (heruitgave van Country Mike)
- 2002: Alles Krüger
- 2008: Zweiohrnase
- 2010: Is' das Kunst, oder kann das weg?

## Filmografie
- 1982: Piratensender Powerplay
- 1983: Die Supernasen
- 1984: Zwei Nasen tanken Super
- 1985: Seitenstechen
- 1985: Die Einsteiger
- 1986: Geld oder Leber!
- 1988: Die Senkrechtstarter
- 1999: Voll auf der Kippe
- 2005: Alles Atze - Mäusejagd (televisieserie)
- 2006–2007, 2010: Schillerstraße (Impro-comedyshow op Sat.1)
- 2008: African Race – Die verrückte Jagd nach dem Marakunda (tv-film)
- 2011: Pastewka

- 2017: Ein Schnupfen hätte auch gereicht (televisiefilm)
- 2022: 40 Jahre Supernasen - Mit Mike Krüger & Thomas Gottschalk (jubileumshow)
- 2023: Der Neue Elbtunnel: Hamburger Pionierwerk und Staufalle (NDR-documentaire)

- Biblioteca Nacional de España: XX4939678
- Gemeinsame Normdatei: 134435443
- International Standard Name Identifier: 0000 0001 2096 5019
- Library of Congress Control Number: n2017002889
- MusicBrainz: bb393ca4-0aca-4e03-b2f2-f65e0c986384
- Virtual International Authority File: 79621851
- WorldCat: E39PBJy4fGMBYKrMyrrQ6kyrv3